# Gauliga Niederrhein 1938/39
Die Gauliga Niederrhein 1938/39 war die sechste Spielzeit der Gauliga Niederrhein im Fußball. Die Meisterschaft wurde in dieser Saison erneut im Rundenturnier mit zehn Mannschaften ausgetragen. Die Gaumeisterschaft sicherte sich zum vierten Mal Fortuna Düsseldorf mit zwei Punkten Vorsprung vor Schwarz-Weiß Essen. Damit qualifizierten sich die Düsseldorfer für die deutsche Fußballmeisterschaft 1938/39, bei der die Düsseldorfer das Gruppenfinale der Gruppe 2 gegen den Dresdner SC verloren und somit ausschieden. Die Abstiegsränge belegten der zweimalige Gaumeister VfL Benrath und Union 02 Hamborn. Aus den Bezirksligen stiegen Rot-Weiß Oberhausen und der VfB 03 Hilden auf.

## Abschlusstabelle
| Pl. | Verein                 | Sp. | S  | U | N  | Tore    | Quote | Punkte |
| --- | ---------------------- | --- | -- | - | -- | ------- | ----- | ------ |
| 1.  | Fortuna Düsseldorf (M) | 18  | 13 | 3 | 2  | 044:180 | 2,44  | 29:70  |
| 2.  | Schwarz-Weiß Essen     | 18  | 12 | 3 | 3  | 052:130 | 4,00  | 27:90  |
| 3.  | Rot-Weiss Essen (N)    | 18  | 10 | 2 | 6  | 042:330 | 1,27  | 22:14  |
| 4.  | Westende Hamborn (N)   | 18  | 5  | 9 | 4  | 028:290 | 0,97  | 19:17  |
| 5.  | SV Hamborn 07          | 18  | 7  | 4 | 7  | 031:340 | 0,91  | 18:18  |
| 6.  | SSV Wuppertal A        | 18  | 7  | 1 | 10 | 037:490 | 0,76  | 15:21  |
| 7.  | TuRU Düsseldorf        | 18  | 6  | 2 | 10 | 029:380 | 0,76  | 14:22  |
| 8.  | TuS Duisburg 48/99     | 18  | 5  | 4 | 9  | 026:390 | 0,67  | 14:22  |
| 9.  | VfL Benrath            | 18  | 5  | 3 | 10 | 021:340 | 0,62  | 13:23  |
| 10. | Union 02 Hamborn       | 18  | 3  | 3 | 12 | 019:420 | 0,45  | 09:27  |

| (M) | Titelverteidiger               |
| (N) | Aufsteiger aus der Bezirksliga |

## Aufstiegsrunde

### Gruppe 1
| Platz | Verein                 | Spiele | Tore | Quote | Punkte |
| ----- | ---------------------- | ------ | ---- | ----- | ------ |
| 1.    | Rot-Weiß Oberhausen    | 4      | 9:3  | 3,00  | 7:1    |
| 2.    | SG Blau-Gelb Wuppertal | 4      | 6:8  | 0,75  | 3:5    |
| 3.    | TuS Helene Altenessen  | 4      | 4:8  | 0,50  | 2:6    |

### Gruppe 2
| Platz | Verein                    | Spiele | Tore | Quote | Punkte |
| ----- | ------------------------- | ------ | ---- | ----- | ------ |
| 1.    | VfB 03 Hilden             | 4      | 10:8 | 1,25  | 6:2    |
| 2.    | Borussia München-Gladbach | 4      | 06:6 | 1,00  | 3:5    |
| 3.    | Union Krefeld             | 4      | 05:7 | 0,71  | 3:5    |